# Britta Bergström (folkpartist)
Britta Josefina Bergström, född 22 februari 1917 i Jönköping, död 22 augusti 2002 i Jönköpings Sofia församling, var en svensk socionom och politiker (folkpartist). 
Britta Bergström, som var dotter till en civilingenjör, tog socionomexamen 1949 och verkade vid sociologiska institutionen vid Lunds universitet 1960–1982, från 1966 som universitetslektor. Hon var också ledamot i Malmö stadsfullmäktige (senare kommunfullmäktige) 1967–1970 samt 1974–1977.
Bergström var riksdagsledamot för Fyrstadskretsen 1971–1973 och 1976–1979. I riksdagen var hon bland annat ledamot i socialförsäkringsutskottet 1976–1979. Hon var särskilt engagerad i sociala frågor. Bergström är gravsatt på Slottskyrkogården i Jönköping.